# 東アジアバスケットボール選手権
東アジアバスケットボール選手権（ひがし―せんしゅけん、英語: East Asia Basketball Championship）は東アジアバスケットボール協会（EABA）が主催して開催されている、FIBAアジア・東アジアサブゾーンに所属するナショナルチームによる男子バスケットボールの国際大会である。
2009年に第1回大会を開催。以後2年おきに開催されている。FIBAアジア選手権の東アジアサブゾーンの予選も兼ねている。

## 開催記録
| 回 | 年        | 開催地     | 優勝 | 準優勝 | 備考                         |
| -- | --------- | ---------- | ---- | ------ | ---------------------------- |
| 1  | 2009 詳細 | 小牧市     | 韓国 | 日本   | 2009アジア選手権東アジア予選 |
| 2  | 2011 詳細 | 南京市     | 韓国 | 日本   | 2011アジア選手権東アジア予選 |
| 3  | 2013 詳細 | 仁川広域市 | 韓国 | 中国   | 2013アジア選手権東アジア予選 |
| 4  | 2015      | 開催中止   |      |        | 2015アジア選手権東アジア予選 |
| 4  | 2017      | 長野市     | 台湾 | 韓国   | 2017アジア選手権東アジア予選 |